# Burji, Etiopien
För andra betydelser, se Burji.
Burji är en liyu woreda (ett speciellt distrikt) i Etiopien.   Den ligger i regionen Ye Debub Biheroch Bihereseboch na Hizboch, i den södra delen av landet, 400 km söder om huvudstaden Addis Abeba.